# Nanterre
Nanterre je město v západní části metropolitní oblasti Paříže ve Francii v departmentu Hauts-de-Seine a regionu Île-de-France. Od centra Paříže je vzdálené 11,1 km.

## Vývoj počtu obyvatel
| 1962   | 1968   | 1975   | 1982   | 1990   | 1999   |
| ------ | ------ | ------ | ------ | ------ | ------ |
| 83 416 | 90 332 | 95 032 | 88 578 | 84 565 | 84 281 |

## Partnerská města
- Craiova, Rumunsko
- Novgorod, Rusko
- Pesaro, Itálie
- Tlemcen, Alžírsko
- Watford, Velká Británie
- Žilina, Slovensko